# Iwŏn-ŭp
Iwŏn-ŭp är en ort i Nordkorea.   Den ligger i provinsen Hamnam, i den östra delen av landet, 280 km nordost om huvudstaden Pyongyang. Iwŏn-ŭp ligger 2 meter över havet och antalet invånare är 26 364.
Terrängen runt Iwŏn-ŭp är kuperad åt nordväst, men österut är den platt. Havet är nära Iwŏn-ŭp åt sydost.  Det finns inga andra samhällen i närheten. 